# Harry Wilson (walijski piłkarz)
Harry Wilson (ur. 22 marca 1997 we Wrexham) – walijski piłkarz grający na pozycji pomocnika w angielskim klubie Fulham oraz w reprezentacji Walii.
15 października 2013 roku zadebiutował w seniorskiej kadrze Walii w meczu kwalifikacji do Mistrzostw Świata 2014 przeciwko Belgii. Został tym samym najmłodszym debiutantem w historii reprezentacji Walii. Miał 16 lat i 208 dni.

## Statystyki kariery
Aktualne na dzień 22 lutego 2020 r.
| 2015/16            | Crewe Alexandra (wyp.) | League One         | 7  | 0  | 0 | 0 | 0 | 0 | – | – | 7  | 0  |
| 2016/17            | Liverpool              | Premier League     | 0  | 0  | 1 | 0 | 0 | 0 | – | – | 1  | 0  |
| 2017/18            | Hull City (wyp.)       | Championship       | 13 | 7  | 1 | 0 | 0 | 0 | – | – | 14 | 7  |
| 2018/19            | Derby County (wyp.)    | Championship       | 43 | 16 | 3 | 1 | 3 | 1 | – | – | 48 | 18 |
| 2019/20            | Bournemouth (wyp.)     | Premier League     | 23 | 7  | 2 | 0 | 2 | 0 | – | – | 27 | 7  |
| Łącznie w karierze | Łącznie w karierze     | Łącznie w karierze | 86 | 30 | 7 | 1 | 5 | 1 | 0 | 0 | 97 | 25 |